# فلم قصير عن الحب
فيلم قصير عن الحب (بالبولندية: Krótki film o miłości) فيلم درامي رومانسي بولندي من إخراج كرزيستوف كيسلوفسكي، الذي كتبه مع كريستوفر بيسيفيتش، وبطولة جرازينا زابولوسكا، وأولاف لوبازينكو.
تدور أحداث الفيلم في وارسو حول عامل شاب يقع في حب امرأة مسنة منحلة وتعيش في مبنى سكني مجاور، وبعد التجسس عليها بالتلسكوب، يلتقي ويعلن حبه للمرأة التي تخلت عن الإيمان بالحب، وتجعله يدرس الحقيقة الأساسية للحياة، وهي أنه لا يوجد حب، بل الجنس فقط.
الفيلم هو جزء مطول من المسلسل التلفزيوني البولندي «الوصايا العشر: ستة Dekalog: Six» من إنتاج 1988.
تم اختيار الفيلم ليكون المدخل البولندي لأفضل فيلم بلغة أجنبية في حفل توزيع جوائز الأوسكار الحادي والستين، ولكن لم يتم قبوله كمرشح.

## طاقم التمثيل
- جرازينا زابولوسكا: في دور ماجدة
- أولاف لوبازينكو: في دور توميك
- ستيفانيا إيوينسكا: في دور العرابة
- بيوتر ماكاليكا: في دور روماني
- حنا شوجناكا: في دور ميروسلاف
- أرتور بارسيس: في دور الشاب
- ستانيسلاف جوليك: في دور ساعي البريد
- كرزيستوف كوبرسكي: في دور غازمان[5]

## أحداث الفيلم
يعيش توميك (أولاف لوبازينكو) البالغ من العمر تسعة عشر عامًا في مجمع سكني في وارسو مع أمه العرابة (ستيفانيا إيوينسكا). نشأ توميك الخجول في دار للأيتام، ولديه عدد قليل من الأصدقاء. يعمل توميك بوظيفة كاتب بمكتب البريد. اعتاد توميك التجسس على المرأة الجميلة ماجدة التي التي تعيش في مجمع سكني مجاور، فهو يشاهدها كل ليلة وهي تؤدي مهامًا عادية، وتعمل على أعمالها الفنية، وتسلية الرجال. يرسل توميك إخطارات بريدية مزيفة في صندوق بريدها لحوالة بريدية غير موجودة في مكتب البريد الخاص به، كما أنه يتصل بها دون الكشف عن هويته لسماع صوتها. يركز هوس توميك أكثر على أنشطتها اليومية بدلاً من حياتها الجنسية؛ وعندما يراها تمارس الجنس مع الرجال، يدير التلسكوب بعيدًا ولا يشاهدها.
يتبعها توميك ويعترف بأنه ترك لها الإخطارات البريدية المزيفة، وأنه يراقبها، وفي تلك الليلة، تحرك ماجدة سريرها حتى يتمكن توميك من رؤيتها في الفراش مع صديقها الآخر. يندفع الصديق إلى الشارع، وينادي توميك الذي ينزل إلى الطابق السفلي، ثم يلكمه في وجهه لاختلاس النظر.
توافق ماجدة على لقاء توميك، الذي يصرح لها بحبه ومراقبتها منذ عام، وتصارحه باعتقادها بعدم وجود الحب، والعلاقات هي جنسية فقط. تصطحب ماجدة الشاب توميك إلى فراشها وتأخذ بيده لجسدها قائلةً «هذا هو الأمر فقط»، ويسارع توميك بالمغادرة. تحاول ماجدة الاعتذار وتذهب إلى بيته لتلتقي بوالدته العرابة وتخبرها ان توميك حاول الانتحار وانه يحبها وهي المرأة الخطأ.
تظل ماجدة منتظرة، وتتطلع لنافذة توميك بمنظارها الصغير، وتعرف أنه عاد أخيرًا. تذهب ماجدة إلى شقة توميك وتأخذها والدته العرابة إلى غرفته، حيث ترى توميك نائمًا، ومعصمه عليه ضمادات من أثر محاولة الانتحار. تمنعها العرابة من الاقتراب منه، حتى أنها تمنعها من لمس معصمه المغطى بالضمادات. تلاحظ ماجدة التلسكوب، وتنظر من خلاله نحو شقتها وتتخيل ما كان يجب أن يكون توميك قد رآه وهو يراقبها تعود إلى المنزل، ثم تغمض عينيها وتتخيل أن توميك معها في شقتها يمد يده لتهدئتها، وتبتسم.

## استقبال الفيلم
تلقى «فيلم قصير عن الحب» مراجعات نقدية إيجابية للغاية، حيث أشار العديد من النقاد إلى أن الفيلم يشير إلى الأعمال الفنية اللاحقة لكيسلوفسكي. كتب ستيفان هولدن في مراجعته في صحيفة نيويورك تايمز أن الفيلم «الذي يتميز بأداء غني ومظلل بمهارة من السيد لوباسزينكو والآنسة زابولوفسكا، يتمتع ببلاغة قاتمة».
كتب إدوارد جوثمان في صحيفة سان فرانسيسكو كرونيكل: «الفيلم جيد الصنع ومرضي»، وفي صحيفة سان فرانسيسكو كرونيكل أيضاً، كتب غاري كاميا: «لقد رسم كيسلوفسكي صورة مقنعة للحب، تلك الحشائش التي تفرض طريقها الغريب عبر أصعب أنواع الإسمنت في الحياة».
كتب جوناثان كيتس في صحيفة البصر والصوت Sight and Sound، في 16 يناير 2020: «مع أو بدون مرجعية الكتاب المقدس، فإن فيلم كيسلوفيسكي هو تحفة صغيرة أنيقة وكئيبة».
منح موقع الطماطم الفاسدة الفيلم تقييم مقداره 95% بناء على آراء 22 ناقد سينمائي.

## الجوائز والترشيحات
مهرجان الفيلم البولندي 1988: فاز بجائزة أفضل ممثلة (جرازينا زابولوسكا). Polish Film Festival
مهرجان الفيلم البولندي 1988: فاز بجائزة أفضل تصوير سينمائي (ويتولد أدامك).
مهرجان الفيلم البولندي 1988: فازبجائزة أفضل ممثلة مساعدة (ستيفانيا إوينسكا).
مهرجان الفيلم البولندي 1988: فاز بجائزة الأسد الذهبي (كرزيستوف كييلوفسكي).
النقابة البلجيكية لنقاد السينما 1991: فاز بالجائزة الكبرى. Belgian Syndicate of Cinema Critics
مهرجان سان سيباستيان السينمائي الدولي 1988: فاز بجائزة () (كرزيستوف كييلوفسكي). San Sebastián International Film Festival
مهرجان سان سيباستيان السينمائي الدولي 1988: فاز بجائزة لجنة التحكيم الخاصة (كرزيستوف كييلوفسكي).
مهرجان ساو باولو السينمائي الدولي 1989: فاز بجائزة الجمهور لأفضل فيلم طويل (كرزيستوف كييلوفسكي). São Paulo International Film Festival
رشحه المجلس الوطني لمراجعة الأفلام 1988 لجائزة أفضل إنجاز في الأفلام الأجنبية. National Board of Review of Motion Pictures
رشحه مهرجان فينيسيا السينمائي 1988 لجائزة الاتحاد الدولي لنقاد السينما.
رشحته جمعية شيكاغو لنقاد السينما 1988 لجائزة أفضل فيلم بلغة أجنبية.

## روابط خارجية
- مقالات تستعمل روابط فنية بلا صلة مع ويكي بيانات